# Teja Gregorin
Teja Gregorin, slovenska biatlonka, * 29. junij 1980, Ljubljana.
Gregorinova je članica slovenske biatlonske reprezentance od leta 2002, pred tem pa je bila smučarska tekačica. Njen največji uspeh doslej je osvojitev srebrne medalje na Svetovnem prvenstvu 2009 v Pjongčangu, Koreja, kjer je drugo mesto osvojila na 15 kilometrov. 
Za Slovenijo je Gregorinova nastopila tudi na Zimskih olimpijskih igrah 2002 v Salt Lake Cityju in Zimskih olimpijskih igrah 2006 v Torinu.
V Salt Lake Cityju je tekmovala še kot smučarska tekačica. V šprintu je osvojila 34. mesto, v zasledovalnem teku na 5 km je bila 41., v štafeti 4x5 km pa je bila slovenska ekipa 9.
V Torinu je nastopila kot biatlonka. V šprintu na 7,5 km je osvojila 14. mesto, v zasledovalnem teku na 10 km je bila 16., na tekmi s skupinskim štartom na 12,5 km je bila 19., v teku na 15 km je osvojila 18. mesto, v štafeti 4 x 6 km pa je bila slovenska reprezentanca 6.
Na Svetovnem prvenstvu 2012 v Ruhpoldingu je osvojila srebrno medaljo v mešani štafeti, kjer so bili v postavi slovenske reprezentance še Andreja Mali, Klemen Bauer in Jakov Fak.
Na Zimskih olimpijskih igrah 2014 je na zasledovalni tekmi na 10 km osvojila bronasto medaljo, kar je prva slovenska olimpijska medalja v biatlonu.
Oktobra 2017 je bila ob ponovnem pregledu starejših vzorcev iz leta 2010 pozitivna na metabolit, Mednarodna biatlonska zveza jo je oktobra 2018 kaznovala z dvoletno prepovedjo nastopanja zaradi dopinga in brisanjem rezultatov med 7. februarjem 2010 in 6. februarjem 2012.